# 何猷君
何猷君（葡萄牙語：Mario Ho Yau Kwan，1995年1月12日—），創夢天地科技控股有限公司首席營銷官、澳门「赌王」何鸿燊和四太梁安琪四子，澳門電子競技總會會長，星竞威武集团(NIP Group)董事长兼联席CEO 。2023年1月，任中国人民政治协商会议湖北省第十三届委员会委员。。2023年7月，获评《财富》中国40位40岁以下商界精英。2024年4月，入选“2024福布斯中国果决先锋人物”。。美東時間2024年7月26日9:30，星競威武集團登陸美國納斯達克，股票名稱為“NIPG”，發行價為9美元/ADS，中國電競第一股正式誕生。 。

## 生活經歷

### 教育
就讀番禺會所華仁小學，他在读小学六年级的时候，连续两年在“世界数学测试”邀请赛中获奖。何鸿燊夫妇担任颁奖嘉宾，亲自将奖状颁给自己的儿子。何鸿燊难掩心头喜悦，在台上致词时说：“他和获奖百多位小朋友的家长一样，为子女的成绩感到骄傲。”
何猷君18歲那年同時拿到剑桥大學與麻省理工的錄取通知，他選擇進入麻省理工就讀，而且只花了3年時間就完成4年的課程。他因為是中國大陸綜藝節目常客，而廣被民眾認識。

### 家庭
2019年5月13日，何猷君在上海尚嘉中心（梁安琪旗下物業）包起3層樓，以近10萬支玫瑰公開向名模奚夢瑤公開求婚。
2019年10月24日，宣佈妻子奚夢瑤誕下兒子何廣燊（Ronaldo），成為何鴻燊首名男孫。
2021年5月9日（母親節），奚夢瑤宣布再度懷孕。同年11月，何猷君與奚夢瑤宣布產下一名女兒，Romee Ho。

## 创业经历
2018年4月15日，澳门电子竞技总会举行成立暨就职典礼，何猷君当选澳门电子竞技总会首届会长。
2020年9月7日，於中國舉行記者會宣佈，旗下的電子競技隊伍邀請韓國組合GOT7香港成員王嘉爾加盟，跨界別合作成為合夥人。
2023年1月10日，何猷君出任星竞威武集团（NIP Group）董事长兼联席 CEO，星竞威武以股权置换的方式完成了对瑞典知名电子竞技俱乐部Ninjas in Pyjamas（简称 NIP）的并购。
美東時間2024年7月26日9:30，星競威武集團登陸美國納斯達克，股票名稱為“NIPG”，發行價為9美元/ADS，中國電競第一股正式誕生。 「賭王之子」何猷君是星競威武集團董事長兼CEO，為公司第一大股東，持股比例為14.2%。何猷君成為亞洲最年輕的納斯達克上市公司創辦人。在接受訪問期間坦承其創業完全不靠家人。。

## 主要职位
- 星竞威武集团（NIP Group）董事长兼联席 CEO (现任)
- 澳门电子竞技总会会长(现任)
- 中国人民政治协商会议湖北省第十三届委员会委员(现任)

## 觀點與爭議

### 世遺景點系私人業權处塗鴉
2018年，何猷君與妻子奚夢瑤拍攝大陸真人秀節目《愛的時差》時，在澳門文物建築大三巴牌坊下的「戀愛巷」的牆壁上塗鴉向奚夢瑤示愛，節目在2019年播出後，有指塗鴉行為可能觸犯法律，何猷君在於IG為此公開道歉。澳門旅遊局指有關行為對澳門旅遊形象造成影響，審視有關行為是否涉及違法。
後來，文化局稱，涉事牆身所屬建築物屬於私人業權，並非文物建築，但位處世界文化遺產的緩衝區範圍，經考慮有關緩衝區的景觀，當局將主動與建築物業權人溝通，有關塗鴉行為的責任，將由建築物業權人決定是否追究。事件引起澳門市民不滿，認為政府不敢向何猷君提出檢控。現該事件已得到妥善解決。

### 何鴻燊長孫出生引熱議
網上流傳何猷君與奚夢瑤生下第一個長孫，傳出賭王給出9位數獎金，網民質疑為爭家產而生孫。
何猷君表示雖然老婆奚夢瑤生了何家的長孫何廣燊，但並沒有靠長孫拿到一分錢。“廣燊並不是爭家產的工具”，能讓渴望孫子的父親高興，何猷君表示會終身驕傲。並指何鴻燊的財產已於他15歲時就已經分完，直言“這些錢我沒興趣，因為我父親這輩子得來的尊重不是繼承回來的，是靠雙手賺回來的”。

### 何猷君发文回应社交平台争议
有網友認為何猷君不應在社交平台發表情悼念亡父，何猷君表示“因為我當時在哭”，並回應“買熱搜”質疑，“你能找到證據（買熱搜），我6億的公司立刻送給你”。

## 外部連結
- 何猷君的Instagram帳戶
- 何猷君的新浪微博